# سفيري براتلاند
سفيري براتلاند (بالنرويجية البوكمول: Sverre Bratland)‏ هو ضابط نرويجي، ولد في 2 يونيو 1917 في مو إي رانا في النرويج، وتوفي في 29 أبريل 2002.